# ميريل كيلي
ميريل كيلي (بالإنجليزية: Merrill Kelly)‏ هو لاعب كرة قاعدة أمريكي، ولد في 14 أكتوبر 1988 في هيوستن في الولايات المتحدة.

## وصلات خارجية
- ميريل كيلي على موقع IMDb (الإنجليزية)

- ميريل كيلي على موقع دوري كرة القاعدة الرئيسي (الإنجليزية)
- ميريل كيلي على موقع دوري كوريا الجنوبية لكرة القاعدة (الإنجليزية)
- ميريل كيلي على موقعبيزبول رفرنس.كوم (الدوري الرئيسي) (الإنجليزية)
- ميريل كيلي على موقعبيزبول رفرنس.كوم (الدوري الثانوي) (الإنجليزية)
- ميريل كيلي على موقع إي إس بي إن.كوم (أم.أل.بي) (الإنجليزية)
- ميريل كيلي على موقع مشجعي الرسوم البيانية (الإنجليزية)